# Theoloog
Een theoloog, ook wel godgeleerde genoemd, is iemand die theologie als onderwerp van studie heeft. Daarbij denkt men voornamelijk aan de studie van theïstische, in het bijzonder de monotheïstische abrahamitische religies: jodendom, christendom en islam.

## Christendom

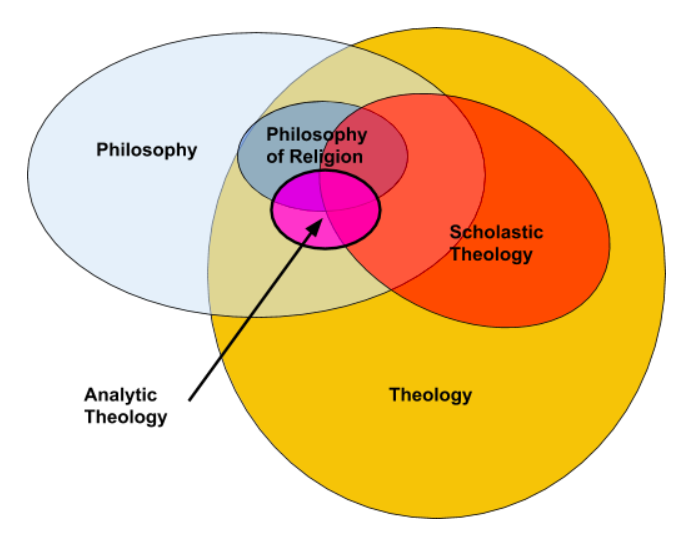
Relatie van analytische theologie met andere disciplines

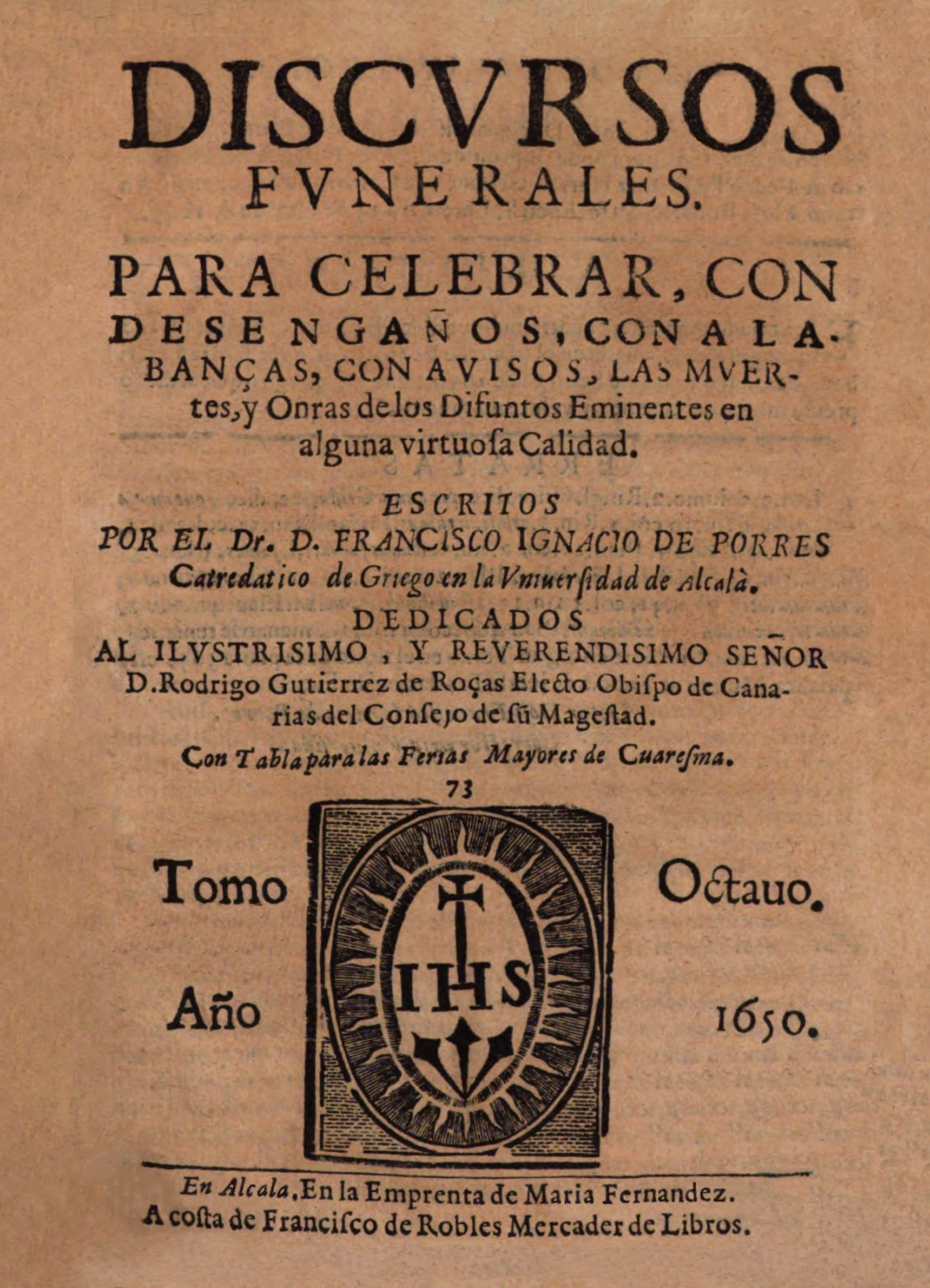
Cover van het boek "Funeral Discourses" van Francisco Ignacio de Porres. Gepubliceerd in Alcalá de Henares in 1650.

In een christelijke theologiestudie onderscheidt men onder andere de volgende vakken, waar men zich gedurende de studie en later als wetenschapper ook in kan specialiseren:
- christelijke sociale ethiek
- dogmatiek, bestudeert de inhoud, de leer (dogma's) van het geloof
- fundamentaaltheologie, bestudeert de vragen over de kennis van het geloof
- kerkhistoricus
- kerkrechtelijk theologie
- liturgiewetenschap
- moraaltheologie
- Nieuwe Testament
- Oude Testament
- pastoraaltheologie
- religiepedagogie

In grote lijnen kan men deze theologen indelen in twee groepen: systematische theologen en praktische theologen.